# ماتياس فيتش
ماتياس فيتش (بالألمانية: Mathias Fetsch) (30 سبتمبر 1988 في ألمانيا - ) هو لاعب كرة قدم ألماني في مركز الهجوم. شارك مع منتخب ألمانيا تحت 19 سنة لكرة القدم ومنتخب ألمانيا تحت 20 سنة لكرة القدم. أما مع النوادي، فقد لعب مع آينتراخت براونشفايغ وإنيرجي كوتبوس ودينامو دريسدن وكيكرز أوفنباخ وميونخ 1860 ونادي آوغسبورغ ونادي كارلسروه وهولشتاين كيل وEintracht Braunschweig II ‏ وFC Augsburg II ‏ وTSV 1860 Munich II ‏.

## وصلات خارجية
- ماتياس فيتش على موقع قاعدة بيانات كرة القدم.إي يو (الإنجليزية)
- ماتياس فيتش على موقع بيانات كرة القدم. دي إي (الألمانية)
- ماتياس فيتش على موقع Soccerway.com (الإنجليزية)
- ماتياس فيتش على موقع عالم كرة القدم.نت (الإنجليزية)
- ماتياس فيتش على موقع AS.com (الإسبانية)